# Zaagtandalen
Zaagtandalen (Serrivomeridae) zijn een familie van straalvinnige vissen uit de orde van Palingachtigen (Anguilliformes).

## Geslachten
- Serrivomer T. N. Gill & Ryder, 1883
- Stemonidium C. H. Gilbert, 1905